# Ойслендер, Наум Евсеевич
Нау́м (Ну́хим, Но́хум) Евсе́евич Ойсле́ндер (идиш נחום אויסלענדער‎; 14 (26) декабря 1893, Ходорков, Сквирский уезд, Киевская губерния, Российская империя, ныне  Попельнянский район, Житомирская область, Украина — 28 сентября 1962, Москва, РСФСР) — еврейский поэт, писатель, критик и литературовед. Доктор филологических наук. Писал на идише.

## Биография
Родился в семье лесоторговца Овсея Фроимовича Ойслендера. В 1906—1911 годах учился в одесской и киевской гимназиях. В 1911—1914 годах изучал медицину в Берлинском университете. В 1914—1919 годах учился на медицинском факультете Киевского университета. Как военный врач был мобилизован в Красную Армию.
С 1917 года публиковал стихи и критические статьи в киевских и московских еврейских изданиях «Дос фрае ворт», «Найе цайт», «Фолксцайтунг», «Бихервелт», «Дер Эмес» и др. В 1917—1922 годах опубликовал в Киеве и Смоленске три книжки стихов на идише. В книге «Основные черты еврейского реализма» (1919) анализировал еврейский фольклор и творчество еврейских писателей (Менделе Мойхер-Сфорим, Шолом-Алейхем, И. Л. Перец) в ракурсе культурно-исторической школы.
В 1921 году перебрался в Москву. В 1921—1925 годах работал преподавателем в Московском еврейском педагогическом техникуме. В 1922—1925 годах редактировал литературный журнал (литературные сборники) «Штрал» («Луч»). В журнале и в книге «Пути и перепутья» («Вег айн-вег ойс», 1924) обратился к проблемам современной еврейской литературы и к характеристике ее представителей (О. Шварцман, Д. Гофштейн, Д. Бергельсон, П. Маркиш, Дер Нистер и др.), защищая свободу творческих поисков в еврейской литературе, за что впоследствии был обвинен в «формализме».
В 1925—1926 годах — руководитель литературного отдела еврейского сектора, еврейского отделения Института белорусской культуры (Минск).
В 1927—1932 годах руководил литературной секцией Института еврейской пролетарской культуры при Украинской АН в Киеве. Продолжил изучение творчества Шолом-Алейхема. Организовал создание «Еврейской хрестоматии литературы и критики» (1928). Критиковался за «формализм и следование буржуазной „теории литературного быта“».
Идеологические обвинения вынудили Ойслендера перебраться в 1933 году в Москву, где он преподавал еврейскую литературу студентам МГПИ и еврейского театрального училища. Участвовал в подготовке собраний сочинений Менделе и Шолом-Алейхема на идише в 1930-х годах. Занялся самокритикой в духе времени.
В 1941—1945 годах — член исторической комиссии ЕАК.
После разгрома еврейской советской культуры в 1948—1960 годах зарабатывал чем придется, исключенный из советской литературы.
В 1961 году был одним из организаторов, членом редколлегии и заведующим критическим отделом литературно-художественного еврейского журнала «Советиш геймланд» («Советская Родина»).
Умер в Москве. Урна с прахом захоронена в колумбарии Нового Донского кладбища.

## Семья
Двоюродный брат — Александр Ефимович Ойслендер, поэт.

## Творчество
В поэзии Ойслендер — эпигон символизма.
Выдающийся исследователь творчества Шолом-Алейхема. В «Основных чертах еврейского реализма» Шолом-Алейхем был вознесен Ойслендером на вершину еврейской словесности. Шолом-Алейхем, объединив социально-исторический реализм Менделе с психологическим реализмом Переца, по Ойслендеру, создал синтетическую метафору еврейского народного бытия в образе вымышленного местечка Касриловка. «Касриловка является явно выраженной эстетически-психологической категорией», вобравшей в себя все социально-экономическое содержание Кабцанска из произведений Менделе, но при этом основанной на определенном психологическом типе «касрилика». Этот тип остается неизменным, несмотря на изменения социально-экономического уклада жизни: «герой Шолом-Алейхема по своей природе стоит вне какой-либо эпохи, он никогда не является продуктом определенных обстоятельств». Примерами таких синтетических героев являются Менахем-Мендл и Тевье-молочник, представляющие собой два взаимодополняющих народных архетипа. Шолом-Алейхем освободил еврейский характер не только от власти социально-экономических обстоятельств, но и от давления коллективного сознания, провозгласив от лица своего героя — мальчика Мотла: «Мне хорошо — я сирота!» Еврейский народный характер в произведениях Шолом-Алейхема приобрел общечеловеческое значение, а yidelekh (еврейчики) превратились в «настоящих» людей. Прослеживая процесс «очеловечивания» еврея в творчестве Шолом-Алейхема, Ойслендер отметил два типа характеров: представители художественной богемы, такие как Стемпеню, Иоселе-соловей или артисты из романа «Блуждающие звезды», и дети, в которых писатель увидел «источник здоровой человечности». Этот процесс поиска общечеловеческого и в то же время народного героя завершился созданием синтетических образов Менахем-Мендла и Тевье-молочника. «В Тевье соединены различные тенденции нашего народного духа, осуществлен синтез народных симпатий в коллективном образе». Тевье является не народным типом, а народным героем. Шолом-Алейхем стал и самым «народным», и самым «общечеловеческим» еврейским писателем, создавшим синтетические образы еврейского местечка и народных героев, свободных от конкретных исторических обстоятельств времени и места. Его творчество завершило «формативный период еврейского реализма», начатый Менделе и продолженный Перецем.
В конце 1920-х годов Ойслендер интерпретировал Шолом-Алейхема как создателя еврейской литературы в качестве не просто набора произведений, но самобытного общественного явления: в конце XIX века на волне еврейского общественного подъема им был создан литературный «канон», в рамках которого Менделе был провозглашен «дедушкой еврейской литературы». В творчестве самого Шолом-Алейхема забота о развитии еврейского личностного самосознания выразилась в появлении героя с личной инициативой. Яркая, часто маргинальная личность стала героем нового поколения еврейских литераторов.
Впоследствии в духе классового подхода Ойслендер связал обращение Шолом-Алейхема к мемуарному жанру («С ярмарки») с потерей контакта писателя с окружающей жизнью после переезда в Америку и с желанием укрыться в воспоминаниях от ударов действительности. Это проявилось в идеализации прошлого, отказе от социальной критики и изображения бедноты. В ситуации творческого кризиса, настигшего писателя в последние два года жизни, он «был уже не в состоянии обуздывать свою реакционно окрашенную симпатию к „далекому прошлому“», пришедшую на смену «здоровой» тенденции общественной критики. Однако эта апологетическая, классово обусловленная тенденция, не отменяет художественной ценности автобиографии Шолом-Алейхема для «нашего пролетарского читателя». Шолом-Алейхем «почти никогда не впадает в „этнографию“», не предается подробным описаниям отживших и застывших обычаев, обращая свое внимание главным образом на «биение жизни», зарождение новых человеческих типов и общественных отношений. Вопреки своим намерениям, Шолом-Алейхем показал социальные процессы в еврейской среде, что делает картину реального местечка Воронково в автобиографическом романе четче и ярче, чем синтетический вымышленный образ Касриловки в более ранних рассказах. Особенно интересным Ойслендер находит описание культурной среды штетла, «коллективный портрет молодого человека XIX века», сложенный из представителей различных течений еврейского Просвещения.  Мемуары Шолом-Алейхема хороши благодаря отказу от «дешевых» приемов газетного фельетона, сенсационности и сентиментальности.
В 1930-х годах написал ряд рассказов на революционную тему, очерк о забытом еврейском революционном писателе Берле Шафире (1878-1922), писавшем рассказы о еврейских рабочих и ремесленниках.
Работал в театре. Автор поставленных в Москве пародийной пьесы «Три еврейские изюминки» (с И. М. Добрушиным, 1924), инсценировки «Тевье-молочника» Шолом-Алейхема (с И. М. Добрушиным). Перевел на идиш «Проделки Скапена» Мольера для студии Мойше-Арна Рафальского в Минске.
Исследователь еврейского театра. С У. Финкелем написал книгу об основателе еврейского театра на идише Авроме Гольдфадене «Гольдфаден, материалн фар а биографие» («Голдфаден, материалы к биографии», Минск, 1926). Крупное исследование — «Еврейский театр» («Йидишер театр», 1940), в нем освещен послеголдфаденовский период еврейского театра(1887—1917), дан анализ деятельности еврейских драматургов, актеров и режиссеров, в частности — театра Эстер-Рохл Каминской.
В письме секретаря правления СП СССР А. Суркова в ЦК КПСС (1955) упоминаются неизданные пьеса Ойслендера о Шолом-Алейхеме и его дружбе с Горьким и статья об основоположнике еврейской советской поэзии Ошере Шварцмане.

## Сочинения
- 1917. Стихотворения
- 1919. Основные черты еврейского реализма
- 1921. Полдень (Xалбер тог)
- 1922. Фронт
- 1924. Пути и перепутья (Вег айн — вег ойс)
- 1924. Три еврейские изюминки (Драй идише пинтелех, с И. Добрушиным)
- 1926. Абрам Гольдфаден. Материалы для биографии. (Абрам Гольдфаден. Материалн фар а биографие, с Ури Финкелем)
- 1930. На Лодемирской дороге (Аф Лодемирер вег), повесть
- 1940. Еврейский театр, 1887—1917 (Идишер театер, 1887—1917)
- Шолом-Алейхем.Тевье-молочник (Тевье дер милхикер. Инсценировка Н. Ойслендера и И. Добрушина. Пер. с идишa М. Шамбадала. — М., 1940
- 1966. Молодой Шолом-Алейхем (Дер юнгер Шолeм-Алейхем), пьеса